# Хараа-Гол
Хараа-Гол (монг. Хараа гол, «чёрная река») — река в Монголии.

## Географическое описание
Река образуется слиянием рек Мандалын-Гол и Сугнегер-Гол на севере Центрального аймака, берущих своё начало в горах Хэнтэй к северу от Улан-Батора. Далее течёт на север, вдоль русла в долине реки проложена железнодорожная линия Улан-Батор-Дархан-Улан-Удэ по территории Селенгинского аймака. Длина реки составляет около 291 км, площадь бассейна — около 15 тыс. км². Впадает в реку Орхон справа. С октября — ноября до середины — конца апреля река замерзает.

## Населённые пункты и мосты
На реке расположены посёлок городского типа Тунхэл (слева), рядом с которым имеется крупное золотодобывающее предприятие Гацуурт, у посёлка Мандал река поворачивает на запад, в этом месте имеется оросительная система, использующая воды реки. Город Зуунэхараа расположен на правом берегу реки, а посёлок Хэрх — на левом, они соединены друг с другом бетонным автомобильным мостом. Ниже по правому берегу реки расположены посёлок -  центр сомона Баянгол (справа по реке, чуть выше посёлка бетонный мост на трассе Улан-Удэ-Улан-Батор), южнее посёлка располагается крупное золотодобывающее предприятие Бороо. От Баянгола река поворачивает на север и до места впадения в Орхон по левому берегу речной долины идёт широкая песчаная терраса. Местами пески в результате перевыпаса скота сбиты и обнажаются, образуя дюны, а местами пески заросли сосной либо остепнены. Ещё ниже по течению на правом берегу располагается посёлок городского типа Салхит, центр сомона Хонгор, ниже которого через реку построен бетонный мост на шоссе Дархан-Эрдэнэт. Ниже по течению на правом берегу реки расположен третий по величине город Монголии Дархан, соединённый бетонным мостом с пригородным посёлком Алтанхундага (на левом берегу).

## Любопытные факты
Расположенное в городе Зуунэхараа предприятие по производству спирта и водки является крупнейшим в Монголии. Названная по имени реки марка водки «Хараа» является одной из самых широко распространённых в розничной сети Монголии.